# Jeon Ji-Hee
Jeon Ji-Hee (en coreano: 전지희; Langfang, China, 28 de octubre de 1992) es una deportista surcoreana que compite en tenis de mesa.
Participó en tres Juegos Olímpicos de Verano entre los años 2016 y 2024, obteniendo una medalla de bronce en París 2024 en el torneo de equipo. Ganó dos medallas en el Campeonato Mundial de Tenis de Mesa, bronce en 2018 y plata en 2023.

## Palmarés internacional
| Juegos Olímpicos   | Juegos Olímpicos   | Juegos Olímpicos  | Juegos Olímpicos |
| Año                | Lugar              | Medalla           | Prueba           |
| ------------------ | ------------------ | ----------------- | ---------------- |
| 2024               | París (Francia)    | Medalla de bronce | Equipo           |
| Campeonato Mundial |                    |                   |                  |
| Año                | Lugar              | Medalla           | Prueba           |
| 2018               | Halmstad (Suecia)  | Medalla de bronce | Equipo           |
| 2023               | Durban (Sudáfrica) | Medalla de plata  | Dobles           |